# Adams (Adams County, Wisconsin)
Adams ist eine Kleinstadt (mit dem Status „City“) in der Town of Adams im Adams County im US-amerikanischen Bundesstaat Wisconsin. Im Jahr 2020 hatte Adams 1761 Einwohner.

## Geografie
Das Stadtgebiet erstreckt sich über eine Fläche von 7,67 km².
Benachbarte Orte von Adams sind Friendship (an der nördlichen Stadtgrenze), Grand Marsh (16,4 km südöstlich), Easton (14,2 km südlich) und Dellwood (13 km westlich).
Die nächstgelegenen größeren Städte sind Green Bay am Michigansee (197 km ostnordöstlich), Wisconsins größte Stadt Milwaukee (234 km südöstlich), Wisconsins Hauptstadt Madison (127 km südsüdöstlich), Chicago in Illinois (349 km in der gleichen Richtung), Rockford in Illinois (228 km südlich), Rochester in Minnesota (251 km westlich), Eau Claire (191 km westnordwestlich) und die Twin Cities in Minnesota (338 km in der gleichen Richtung).

## Verkehr
Der State Trunk Highway 13 verläuft in Nord-Süd-Richtung als Hauptstraße durch Adams. Alle weiteren Straßen sind untergeordnete Landstraßen, teils unbefestigte Fahrwege oder innerörtliche Verbindungsstraßen.
Mit dem Adams County Legion Field Airport liegt an der östlichen Stadtgrenze ein kleiner Flugplatz. Die nächsten Regionalflughäfen sind der Central Wisconsin Airport in Wausau (121 km nördlich) und der Dane County Regional Airport in Madison (119 km südlich).

## Geschichte
Adams wurde 1912 gegründet, als die North Western Railroad eine Strecke von Chicago in die Twin Cities baute und auf dem halben Weg eine Station errichtete. Durch die Eisenbahn wuchs die Bevölkerung an, sodass schon nach wenigen Jahren die Siedlung als Village of Adams inkorporiert wurde. 1926 wurde Adams zur  „City“ erhoben.

## Bevölkerung
Nach der Volkszählung im Jahr 2010 lebten in Adams 1967 Menschen in 886 Haushalten. Die Bevölkerungsdichte betrug 256,5 Einwohner pro Quadratkilometer. In den 886 Haushalten lebten statistisch je 2,2 Personen.
Ethnisch betrachtet setzte sich die Bevölkerung zusammen aus 94,8 Prozent Weißen, 1,3 Prozent Afroamerikanern, 0,9 Prozent amerikanischen Ureinwohnern, 0,5 Prozent Asiaten sowie 0,7 Prozent aus anderen ethnischen Gruppen; 1,9 Prozent stammten von zwei oder mehr Ethnien ab. Unabhängig von der ethnischen Zugehörigkeit waren 2,3 Prozent der Bevölkerung spanischer oder lateinamerikanischer Abstammung.
24,0 Prozent der Bevölkerung waren unter 18 Jahre alt, 54,5 Prozent waren zwischen 18 und 64 und 21,5 Prozent waren 65 Jahre oder älter. 54,0 Prozent der Bevölkerung war weiblich.
Das mittlere jährliche Einkommen eines Haushalts lag bei 26.120 USD. Das Pro-Kopf-Einkommen betrug 17.379 USD. 19,1 Prozent der Einwohner lebten unterhalb der Armutsgrenze.